# Solo grandi successi (Matia Bazar)
Solo grandi successi è la diciottesima raccolta dei Matia Bazar, pubblicata su CD dalla EMI Italiana (catalogo 946 3 97822 2) nel 2007.

## Descrizione
Ennesima antologia economica pubblicata dalla EMI. In pratica è la ristampa, con la foto di copertina ingrandita, della raccolta Made in Italy del 2004, cui sono state tolte 4 delle ultime tracce (Se tu, Amami, Angelina, Dieci piccoli indiani) e mantenute, nello stesso ordine, le restanti 12.
Il disco è stato ripubblicato a fine febbraio 2009, ancora dalla EMI (catalogo 999 6 93503 2), con identiche caratteristiche (stessi 12 brani), riprendendo il titolo originale Made in Italy ed utilizzando una diversa fotografia come copertina.
Tutte le canzoni sono versioni rimasterizzate, con Antonella Ruggiero cantante solista, e provengono dalla raccolta Souvenir: The Very Best of Matia Bazar del 1998.
Nessun inedito, né singolo estratto.

## Tracce
L'anno indicato è quello di pubblicazione dell'album o del singolo che contiene il brano.
CD
1. Vacanze romane – 4:14 (testo: Giancarlo Golzi – musica: Carlo Marrale) – 1983
2. Ti sento – 4:15 (testo: Aldo Stellita – musica: Sergio Cossu, Carlo Marrale) – 1985
3. Per un'ora d'amore (versione album) – 3:58 (testo: Giovanni Belfiore, Aldo Stellita – musica: Piero Cassano, Carlo Marrale) – 1976
4. Solo tu – 3:28 (testo: Aldo Stellita – musica: Piero Cassano, Carlo Marrale) – 1977
5. C'è tutto un mondo intorno – 4:20 (testo: Giancarlo Golzi, Aldo Stellita – musica: Antonella Ruggiero, Piero Cassano, Carlo Marrale) – 1979
6. Cavallo bianco (versione album) – 4:59 (testo: Giovanni Belfiore, Aldo Stellita – musica: Piero Cassano, Carlo Marrale) – 1976
7. Matia Bazar con Enzo Jannacci – Elettrochoc – 4:49 (testo: Giancarlo Golzi – musica: Carlo Marrale) – 1983
8. Mi manchi ancora – 5:28 (testo: Aldo Stellita – musica: Antonella Ruggiero, Sergio Cossu) – 1987
9. Stringimi (versione album) – 5:18 (testo: Aldo Stellita – musica: Sergio Cossu) – 1989
10. Il video sono io – 3:56 (testo: Giancarlo Golzi – musica: Antonella Ruggiero) – 1983
11. Fantasia – 4:13 (testo: Giancarlo Golzi, Aldo Stellita – musica: Antonella Ruggiero, Carlo Marrale) – 1982
12. Noi (versione album) – 5:06 (testo: Aldo Stellita – musica: Sergio Cossu) – 1987

## Formazione
Gruppo
- Antonella Ruggiero - voce solista, percussioni
- Sergio Cossu, Mauro Sabbione - tastiere
- Piero Cassano - tastiere, voce, chitarra
- Carlo Marrale - chitarre, voce
- Aldo Stellita - basso
- Giancarlo Golzi - batteria, percussioni